# Groß Dratow
Groß Dratow ist ein Ortsteil der Gemeinde Schloen-Dratow im Landkreis Mecklenburgische Seenplatte in Mecklenburg-Vorpommern (Deutschland).

## Geografie
Groß Dratow in der Mecklenburgischen Seenplatte liegt nordöstlich der Müritz zwischen den Städten Waren (Müritz) und Penzlin. Das hügelige (bis 85 m ü. NN), im Süden bewaldete Ortsgebiet hat einen Anteil am Müritz-Nationalpark. Westlich von Groß Dratow entspringt die Ostpeene.
Zur bis 2011 bestehenden Gemeinde Groß Dratow gehörten die Ortsteile Groß Dratow, Klein Dratow, Klockow und Schwastorf.

## Geschichte

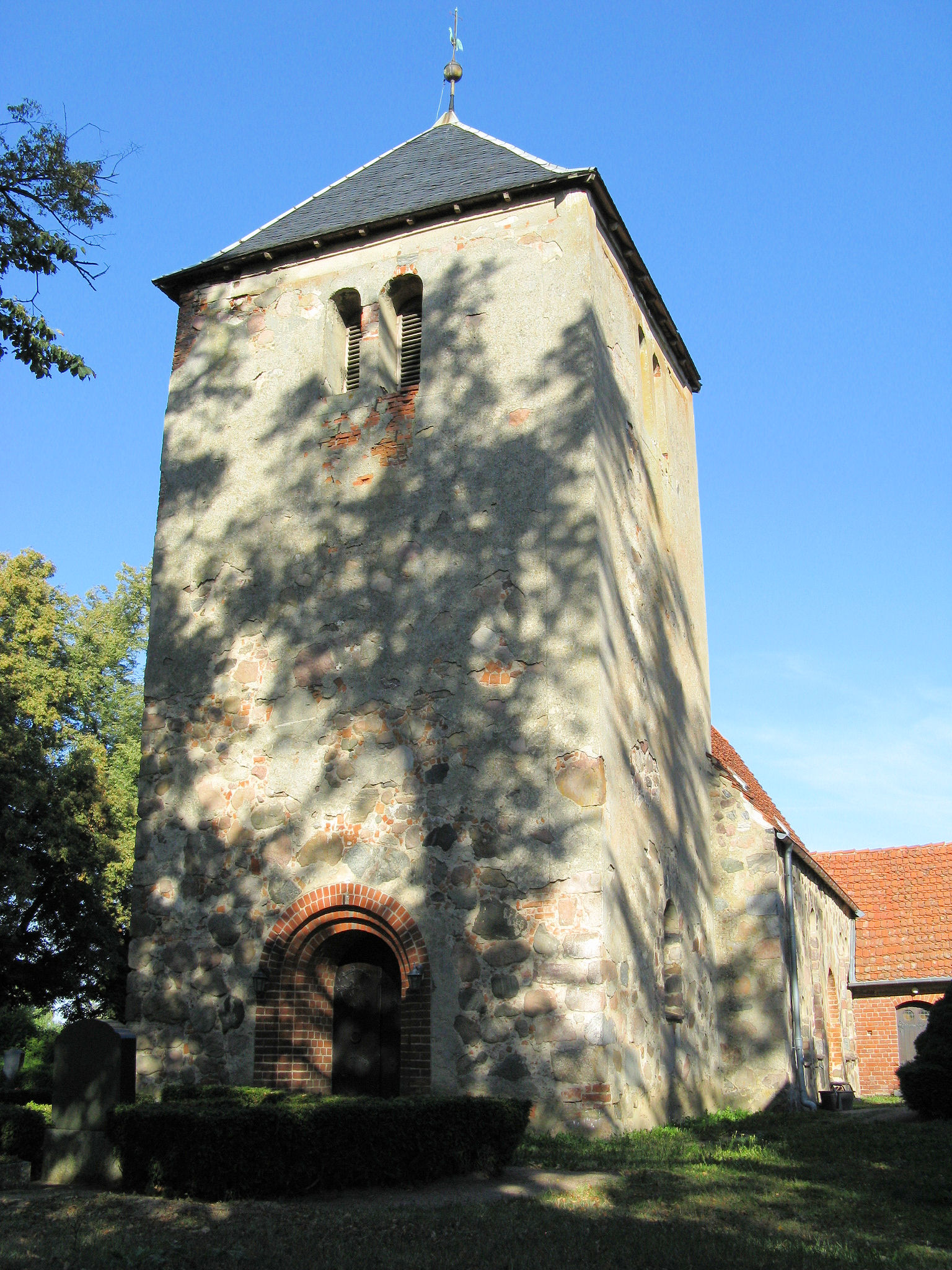
Kirche in Groß Dratow

1284 tauchen die Dörfer Groß und Klein Dratow erstmals in einer Urkunde auf, fünf Jahre später der ehemalige Ortsteil Schwastorf. Die Groß Dratower Kirche stammt aus dem 13. Jahrhundert.
Traditionell spielt die Landwirtschaft die größte Rolle in Groß Dratow. Das alte Lehngut mit 627 ha Umfang bewirtschaftete zuletzt der Rittmeister a. D. Georg Lemcke.
Am 1. Juli 1950 wurde die bis dahin eigenständige Gemeinde Klein Dratow eingegliedert. Am 1. Januar 2012 schlossen sich Groß Dratow und die Nachbargemeinde Schloen zur neuen Gemeinde Dratow-Schloen zusammen, die zwei Jahre später in Schloen-Dratow umbenannt wurde.

## Persönlichkeiten
- Emil Lemcke (1870–1946), Jurist und Oberkirchenratspräsident